# Шпёрли, Хайнц
Хайнц Шпёрли (род. 8 июля 1940 года) — швейцарский артист балета и балетмейстер

.

## Ранняя жизнь
Родился в Базеле в обеспеченной семье. Благодаря своему отцу в раннем возрасте начал увлекаться театральным искусством. Будучи школьником, он появлялся в качестве статиста в ряде местных постановках и иногда исполнял небольшие актерские или танцевальные роли. В возрасте 17 лет он начал брать уроки балета у Вальтера Клейбера, известного местного учителя, продолжая свое формальное образование. После окончания школы он прошел обязательную военную службу в швейцарской армии, а затем возобновил обучение танцам. Осознав свой природный талант к балету и надеясь сделать его своей карьерой, он посвятил себя балетным классам и занятиям танцами, музыкой и историей искусства.

## Карьера
Несмотря на поздний старт, Шпёрли быстро продвигался в своем танцевальном обучении, и в 1960 году, в возрасте 19 лет, он стал артистом Муниципального театра Базеля под руководством Вацлава Орликовского. Он продолжал совершенствовать свою классическую технику, появляясь в операх, опереттах и эффектных балетных постановках, которые ставил Орликовский. В 1963 году Шпёрли присоединился к Кельнской государственной опере балета под руководством Тодда Болендера. В 1966 году он переехал в Канаду, где был принят на работу солистом Королевского балета в Виннипеге под руководством Арнольда Спора. В 1967 году он поставил свои первые хореографии, два коротких Па-де-де для балетной труппы Калгари. После непродолжительного пребывания в Кельне он вернулся в Канаду в конце 1967 года в качестве солиста балета Les Grands Ballets Canadiens в Монреале. Там под руководством Людмилы Ширяевой и Фернана Нолта он танцевал как в классических, так и в современных постановках. В 1969 году Шпёрли вернулся в Швейцарию, где танцевал в качестве солиста в Базельском балете под руководством Павла Смока, а затем в балете Большого театра Женевы под руководством Альфонсо Каты. В Женеве с 1970 по 1973 годы он снова танцевал в произведениях Баланчина, восхищение которым Шпёрли пронес через всю свою жизнь и который сильно повлиял на его творчество.

### Руководитель труппы Базельского балета
В 1972 году начинается его первый опыт в хореографии. Он поставил свой первый крупный балет «Ле Шемин» («Дорога»). Молодой хореограф сразу стал известен и вскоре получил предложение возглавить балетную труппу Базельского балета, где он и проработал директором и главным балетмейстером почти 20 лет (1973—1991). Работая в своем родном городе почти два десятилетия, он значительно повысил художественный и технический уровень артистов труппы и создал множество произведений для балетных сцен, для оперы и оперетты, для телевизионных постановок. За время его работы Базельский балет был признан одной из ведущих балетных трупп во всей Европе. За это время труппа стала заметна в мире, с именем Шпёрли связан рост интереса к классическому танцу в Швейцарии. Репертуар труппы составляли в основном его собственные балеты (более 80 постановок, из них около 60 — одноактные балеты). Он так же ставил балеты Баланчина, Бежара, Дуато, Кранко, Маннена, Тейлора. Приглашались звезды из других трупп. Ева Евдокимова принимала участие в его постановках.

### Руководитель труппы Немецкой оперы на Рейне
В 1991—1996 Шпёрли возглавляет балетную труппу «Немецкой оперы на Рейне» в Дюссельдорфе. В этот период он поставил следующие постановки: «Легенда об Иосифе» (Штраус,1992), «Гольдберг-вариации» (93), «Жизель» (93). В постановках принимали участие Инна Дорофеева и Вадим Писарев, работавшие в Дюссельдорфе как раз в тот период.

### Руководитель Цюрихского балет
В 1996 году он вернулся в Швейцарию, чтобы занять должность художественного руководителя и хореографа Цюрихского балета. Там он собрал один из лучших ансамблей танцоров в Европе и продолжил представлять своим зрителям смелые новые постановки. Он перенес туда некоторые прежние работы и создал ряд новых спектаклей, в том числе «Золушка» (2000).
В июне 2012 года после завершения контракта он ушел в отставку со своего поста в Цюрихском балете в июне 2012 года

### Приглашенный хореограф
На протяжении многих лет он также работал приглашенным хореографом в танцевальных коллективах во многих городах Европы и Азии, включая Париж, Берлин, Франкфурт, Штутгарт, Милан, Будапешт, Вену, Грац, Лиссабон, Стокгольм, Осло, Хельсинки, Гонконг и Сингапур. Его известная версия Тщетная предосторожность («La Fille Mal Gardée») была фактически создана для балета Парижской оперы в 1981 году, а в 1995 году его постановка оперы Россини «Вильгельм Телль», истории швейцарского народного героя, была создана для балета миланского театра Ла Скала.

## Хореография
Он предпочитает называть себя «создателем танцев», а не «хореографом», поскольку считает, что этот термин лучше описывает разнообразие театральных танцевальных стилей и форм, в которых он работает. Его танцевальные работы, будь то небольшие и камерные или масштабные и эффектные, действительно демонстрируют широкий спектр хореографических стилей — от классического, неоклассического  до современного и постмодернистского танца и провокационных, авангардных театральных пьес.
На протяжении всей своей карьеры Шпёрли часто возвращался к классическим балетам и традиционным произведениям, чья драматургическая или музыкальная структура особенно интересовала его. Его новаторская постановка Жизель («Giselle, ou les Wilis»), впервые представленная в Базеле в 1976 году, позднее была поставлена в Цюрихе (1980), в Дуйсберге (1993) и снова в Цюрихе (1998). Его версии «Жар-птицы», «Сон в летнюю ночь», «Коппелия», «Ромео и Джульетта», «Щелкунчик» и «Свадебки» были представлены более чем в одном выпуске, как и его «Лебединое озеро», которое было представлено в третьей, окончательной редакции в Цюрихе в 2005 году.
Для своей третьей версии «Сна в летнюю ночь» (1994) Шпёрли дополнил знакомую музыку Мендельсона-Бартольди современными композициями Филиппа Гласса и Стива Райха.
Помимо классических балетов, многочисленных современных балетов с сюжетной линией, таких как Verklärte Nacht («Просветленной ночью»), Шпёрли создал ряд неоклассических, абстрактных работ. Среди них — «Гольдберг-вариации», «Ветер в пустоте» («In den Winden im Nichts») и Wäre heute morgen und gestern jetzt, все из которых были созданы на музыку Баха.

## Избранные произведения
- Жар-птица (Стравинский) (1973)
- Фантазии (Барток) (1974)
- Петрушка (Стравинский) (1974)
- Сон в летнюю ночь (Мендельсон-Бартольди) (1976)
- Жизель (Адам, Бургмюллер, Дриго) (1976)
- Эйн Фашингсшванк (Шуман) (1977)
- Ромео и Джульетта (Прокофьев) (1977)
- Chäs (Чарльз Бауэр) (1978)
- Ундина (Хенце) (1978)
- Катулли Кармина (Орф) (1979)
- Громовые стрелы (Грунц) (1979)
- Щелкунчик (Чайковский) (1979)
- Тиль Уленшпигель (1980)
- Тщетная предосторожность (Герольд, Гертель, Дамаз) (1981)
- Чайльд-Гарольд (Берлиоза) (1981)
- Тупик (Стравинский) (1982)
- Просветленной ночью (Шёнберг)
- Орфей и Эвридика (Глюк) (1983)
- Коппелия (Делибес) (1984)[22]
- Джон Фальстаф (Ян) (1984)
- Лебединое озеро (Чайковский) (1986)
- Болт (Шостакович) (1987)
- Зачарованный мандарин (Барток) (1987)
- La Belle Vie (Оффенбах) (1987)
- Свадебки (1989)
- Дон Кихот (Минкус) (1989)
- Легенда об Иосифе (Штраус) (1992)
- Гольдберг-вариации (1993)
- Жизель (1993)
- «Мертвый конец» (Х. Шпёрли), «Три пьесы» (Х. Ван Манен), «В центре нечто возвышенное» (Форсайт) (1992—1993)
- Жизель или Вилиссы (1993)
- Золушка (Прокофьев) (2000)
- Пер Гюнт (2007)
- Идиоменей (Моцарт) (2008)
- Раймонда (Глазунов) (2009)
- Песнь о земле (Малер) (2011)
- Дон Жуан (Глюк) (2012)
- Веселые проделки Тиля Уленшпигеля (Р. Штраус) (2012)

## Наследие
Шпёрли внёс огромный вклад не только в развитие швейцарского балета, но и в танцевальный мир в целом. В 2000 году был создан Фонд Хайнца Шпёрли для поддержки и сохранения танца как формы искусства. Периодически фонд выплачивает значительные денежные вознаграждения выдающимся хореографам и танцорам и участвует в образовательных программах, направленных на развитие общественного интереса к танцам. Мартин Шлепфер был первым обладателем Приза Фонда Хайнца Шперли в 2003 году.

## Награды
- Швейцарское Общество театральной культуры наградило его кольцом Хайнца Райнхарда (1982)
- премия имени Якоба-Буркхардта Фонда Гёте в Базеле (1985)
- художественная премия города Базеля (1991)
- премия за хореографию Европейского культурного фонда (2000)
- Орден Искусств и литературы (2002)
- Золотая медаль Почета Управляющего Совета кантона Цюрих (2003)
- Художественная премия города Цюриха (2007)
- Deutscher Tanzpreis (Немецкий Танцевальный Приз) (2009)
- приз Союза немецких критиков (2009)
- премия «Жизнь за танец», Международный фестиваль балета в Майами 2012, Флорида (2012)